# Infernul din zgârie-nori

Afișul original al filmului

Infernul din zgârie-nori (titlul original The Towering Inferno) este un film american cu catastrofe din 1974 regizat de John Guillermin și Irwin Allen. Filmul este o ecranizare a romanelor The Tower de Richard Martin Stern și The Glass Inferno de Thomas N. Scortia și Frank M. Robinson. În rolurile principale interpretează actorii Steve McQueen și Paul Newman.

## Prezentare
Filmul prezintă un incendiu care a izbucnit într-o clădire înaltă din SUA.

## Distribuție
- Steve McQueen ca Michael O’Halloran, Șeful pompierilor din batalionul al 5-lea SFFD
- Paul Newman ca Doug Roberts, Arhitectul
- William Holden ca James Duncan, Constructorul
- Faye Dunaway ca Susan Franklin, logodnica lui Doug Roberts
- Fred Astaire ca Harlee Claiborne
- Susan Blakely ca Patty Duncan Simmons, fiica lui James Duncan's daughter
- Richard Chamberlain ca Roger Simmons, Inginer electric
- Jennifer Jones ca Lisolette Mueller
- O. J. Simpson ca Harry Jernigan, Șeful securității
- Robert Vaughn ca Senatorul american Gary Parker
- Robert Wagner ca Dan Bigelow, ofițer relații cu publicul
- Susan Flannery ca Lorrie
- Sheila Matthews ca Paula Ramsay
- Norman Burton ca Will Giddings, Inginer electric
- Jack Collins ca Primar Robert Ramsay
- Don Gordon ca Kappy, Căpitanul de pe camionul 12 al SFFD
- Felton Perry ca Scott, Inginer-pompier camionul 4 al SFFD
- Gregory Sierra ca Carlos, Barman
- Ernie Orsatti ca  Mark Powers, Inginer-pompier camionul 4 al SFFD
- Dabney Coleman ca Șef adjunct 1 al SFFD

- Elizabeth Rogers - lady in buoy
- Ann Leicester - guest
- Norm Grabowski - Flaker, Navy Air Rescue chief
- Ross Elliott - SFFD deputy chief 2
- Olan Soule - Johnson
- Carlena Gower -  Angela Allbright
- Mike Lookinland - Phillip Allbright
- Carol McEvoy - Mrs. Allbright
- Scott Newman -  young fireman
- Paul Comi - Tim
- George Wallace -  chief officer
- Patrick Culliton - tehnician
- William Bassett -  leasing agent
- John Crawford - Callahan
- Erik Nelson -  Wes
- Art Balinger - announcer
- Lcdr. Norman Hicks - pilot
- Ltjg. Thomas Karnahan  -co-pilot
- Maureen McGovern - singer at party
- William Traylor - Bill Harton, security guard